# 箪笥

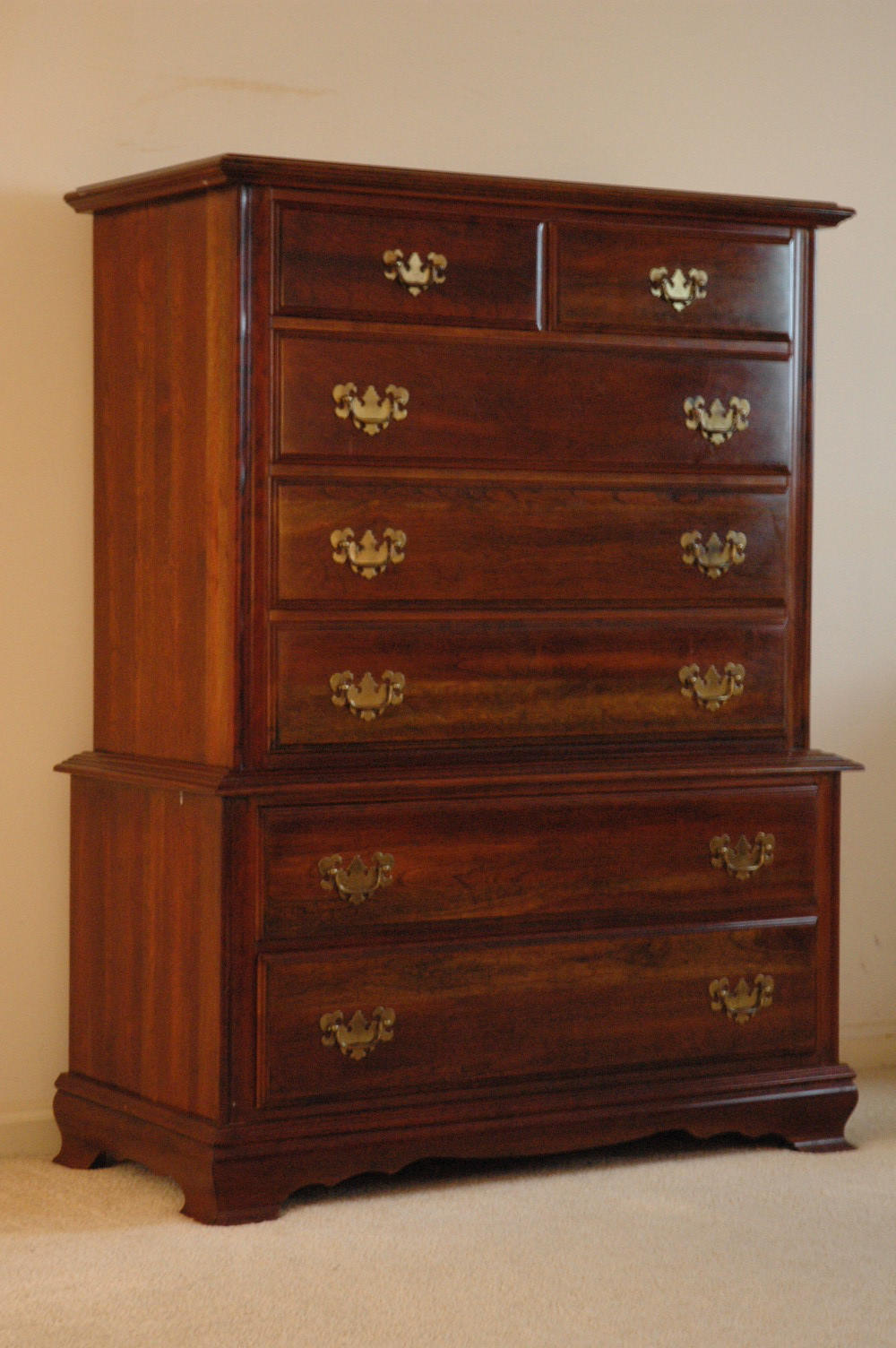
たんす

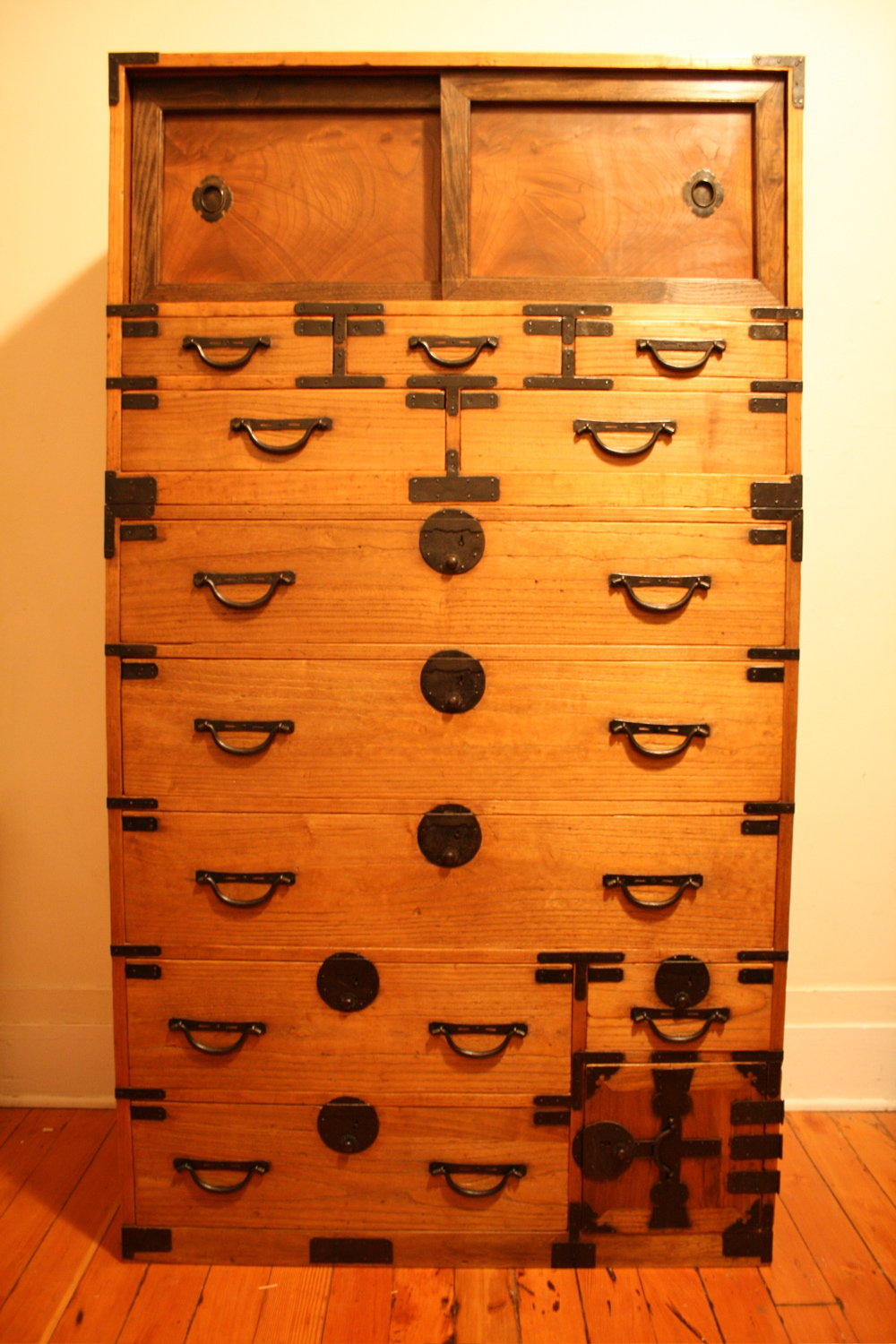
和箪笥

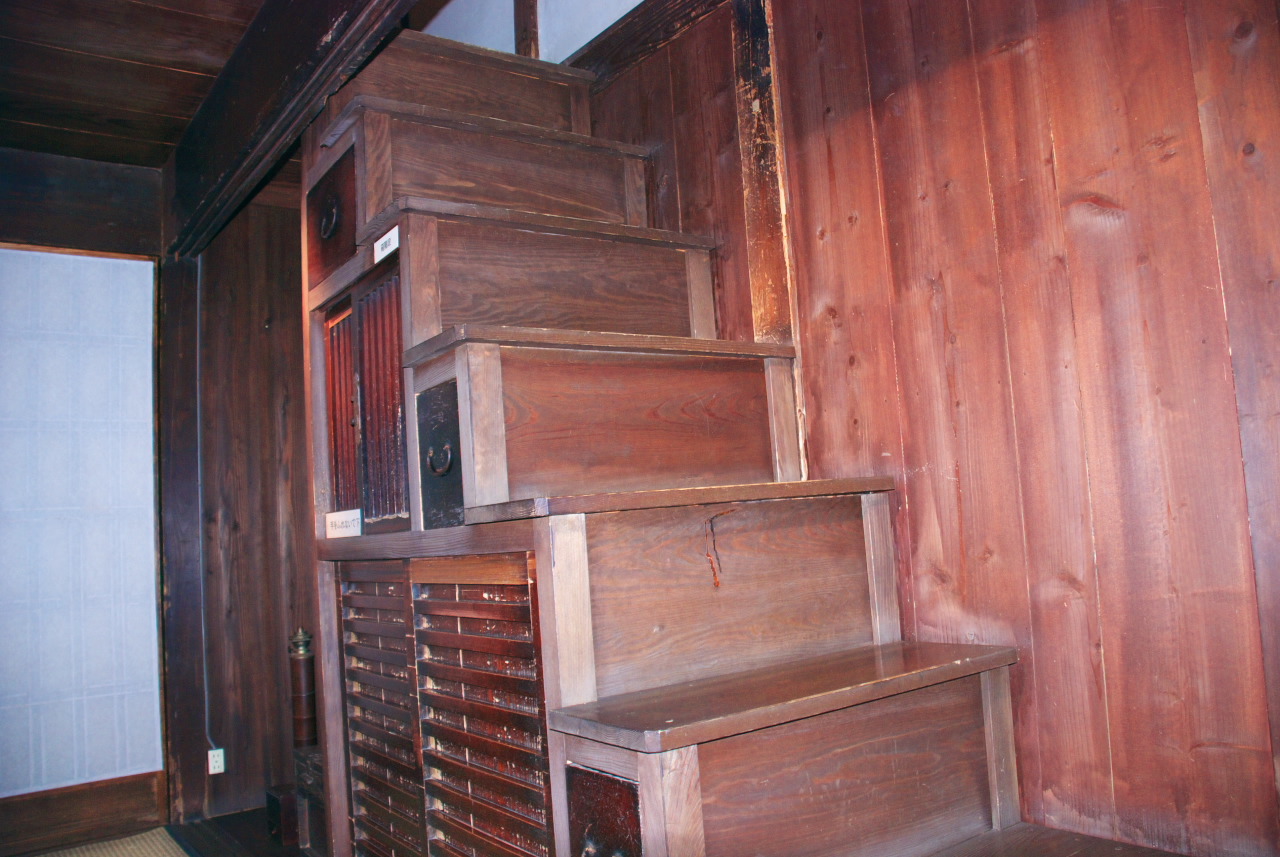
階段箪笥（箱階段）

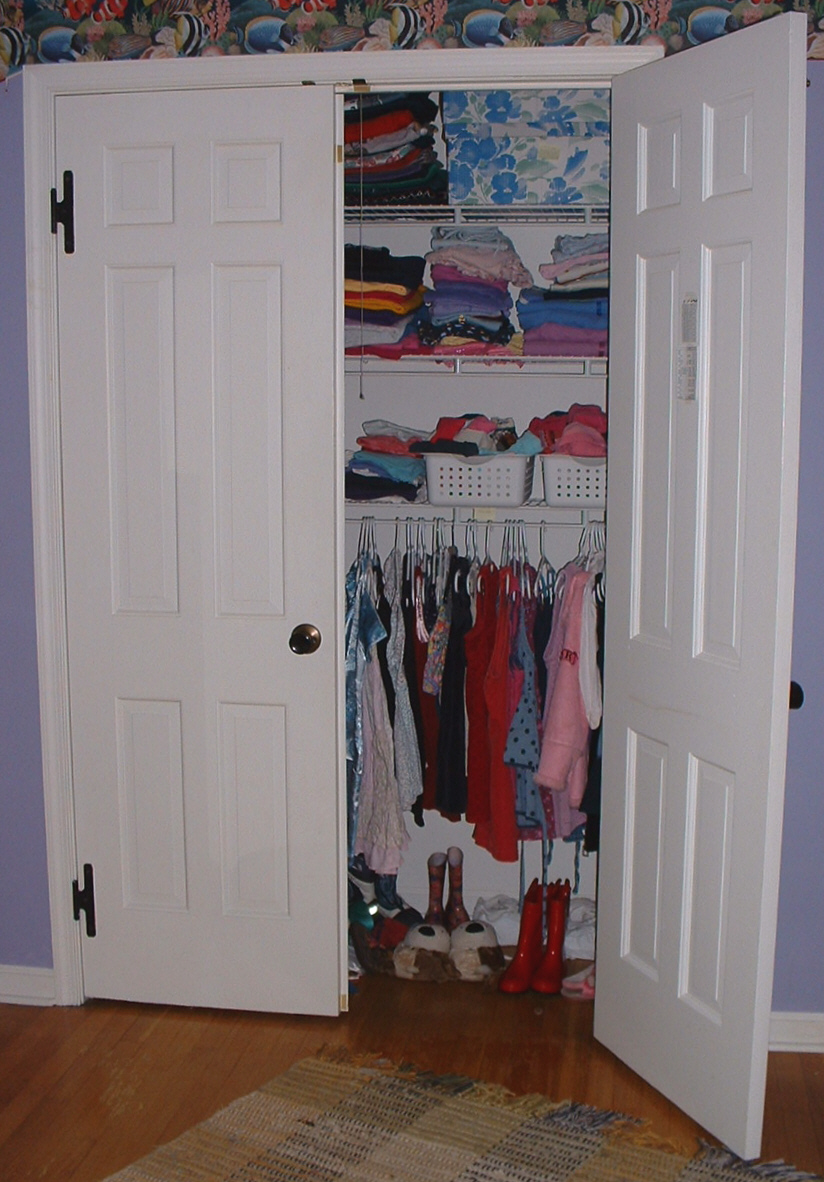
クローゼット

箪笥（たんす、簞笥）とは、衣類や道具を収納するための、引き出しや扉を備えた家具で通常は木製。一人では持ち運べない大型のものが多い。

## 概要
元来「箪笥」とは、日本の古典的な家具の名称であり、英語で"Tansu"と呼ぶのは、そうした引き出しを主とした収納家具である。現在ではこれらを和箪笥とも呼ぶ。一方、近代になって西洋風の収納家具が用いられるようになった時にも、これらを箪笥に含めて、洋箪笥や洋服箪笥などと呼ぶようになった。英語でいう"Wardrobe"（外来語としてのワードローブ）、"Closet"（クローゼット）などがそれにあたる。
日本では家庭用品品質表示法の適用対象となっており、雑貨工業品品質表示規程に定めがある。
助数詞として、棹（さお）という語を使って数える。和箪笥には、両脇に棹通し金具がつけられており、長持と同様に、棹を通して持ち運べるようになっている。これが箪笥の数え方「棹」の由来である。

## 種類
収納するものによって様々に分かれる。衣服を収納する整理箪笥、衣装箪笥、洋服箪笥や、食器を収納する茶箪笥などが一般的であるが、手回り品を入れる用箪笥、帳面を入れる帳箪笥、薬屋で生薬を入れるのに使われた百味箪笥、武家の刀箪笥など、入れるものに合わせて様々な大きさや形の箪笥が作られてきた。
また、婚礼箪笥といわれる、結婚時に用意される一式揃いのものがあり、標準的には整理箪笥、洋服箪笥、和箪笥（この場合引き出しとして和服用の特別の設備をしたもの）の3点セットである。
また形態的には、盗難防止のからくりを施したからくり箪笥というものや、逆に非常時に箪笥ごと押して持ち出せるように車輪を付けた、車箪笥というものもある。日本では他にも階段の形をしており、実際に階段として利用される箪笥階段（階段箪笥や箱階段とも）がある。この場合建物の構造の一部（背面が壁や柱そのもの）となっているものもあり、そういったものは建設時に作り付けとして設置され移動できない。後付で設置される場合は大きさを揃えた引き出しを並べただけの物も多く、その場合は移動可能である（後付でも固定されている場合もあるので一概には言えない）。

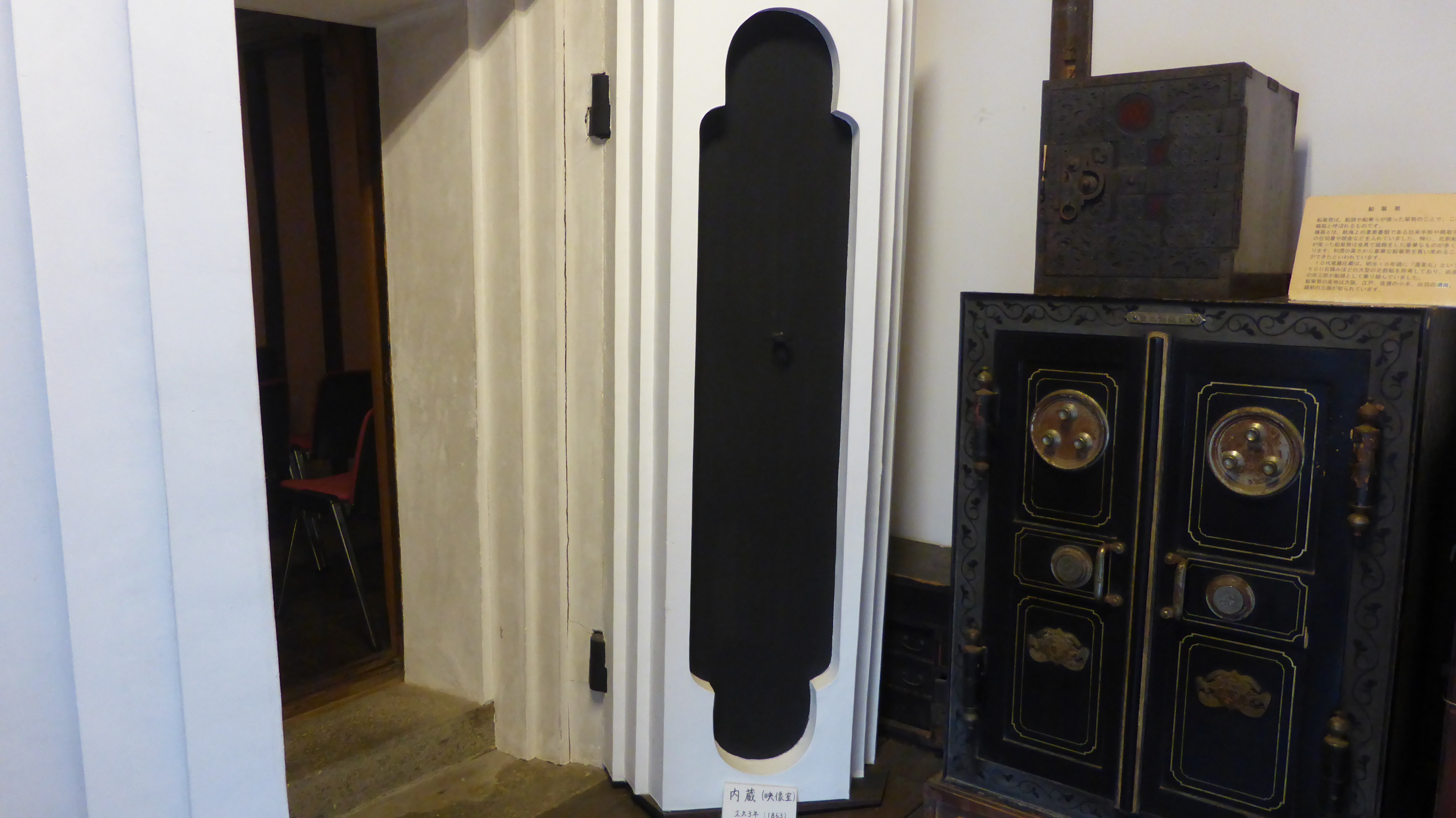
船箪笥（旧尾藤家住宅にて展示）

江戸時代には北前船など廻船に積み込み、難破時には水に浮いて貴重品を保護する「船箪笥」（柳宗悦が提唱した呼称）も作られた。
材質別では、関東の和箪笥では、桐で作られた桐箪笥が高級品として有名である。他に、スギ、タモ、サクラ、ケヤキ、ナラなどの木材がよく使われる。

## 歴史
箪笥の登場は江戸時代前期、寛文年間（1661年 - 1673年）の大坂といわれ、正徳年間（1711年 - 1716年）頃から普及したとされる。それまで衣服は竹製の行李、木製の長持や櫃といった箱状の物に収納されてきた。
これらと比べた箪笥の特徴は何といっても引き出しを備えたことで、これにより、大量の衣類や持ち物を効率よく収納できるようになった。逆に言えば、元禄時代の経済成長を経て、箪笥を使わなければいけないほど、人々の持ち物は増えてきたということである。ただし、長持に比べ、多くの材料と高度な技術を必要とする箪笥は、まだまだ高価な品物であった。貧しい庶民にまで箪笥が広まるのは、江戸時代末期からである。
「たんす」は、古くは「担子」と書かれ、持ち運び可能な箱のことを指していた。江戸時代に引き出し式の「たんす」が登場すると、いつの間にか「箪笥」の字が当てられるようになった。中国では「箪」は円形の、「笥」は方形の竹製収納容器をさす言葉である。現在、中国では日本で箪笥と呼ぶものには「櫃」という語を用いる。

## 主な産地

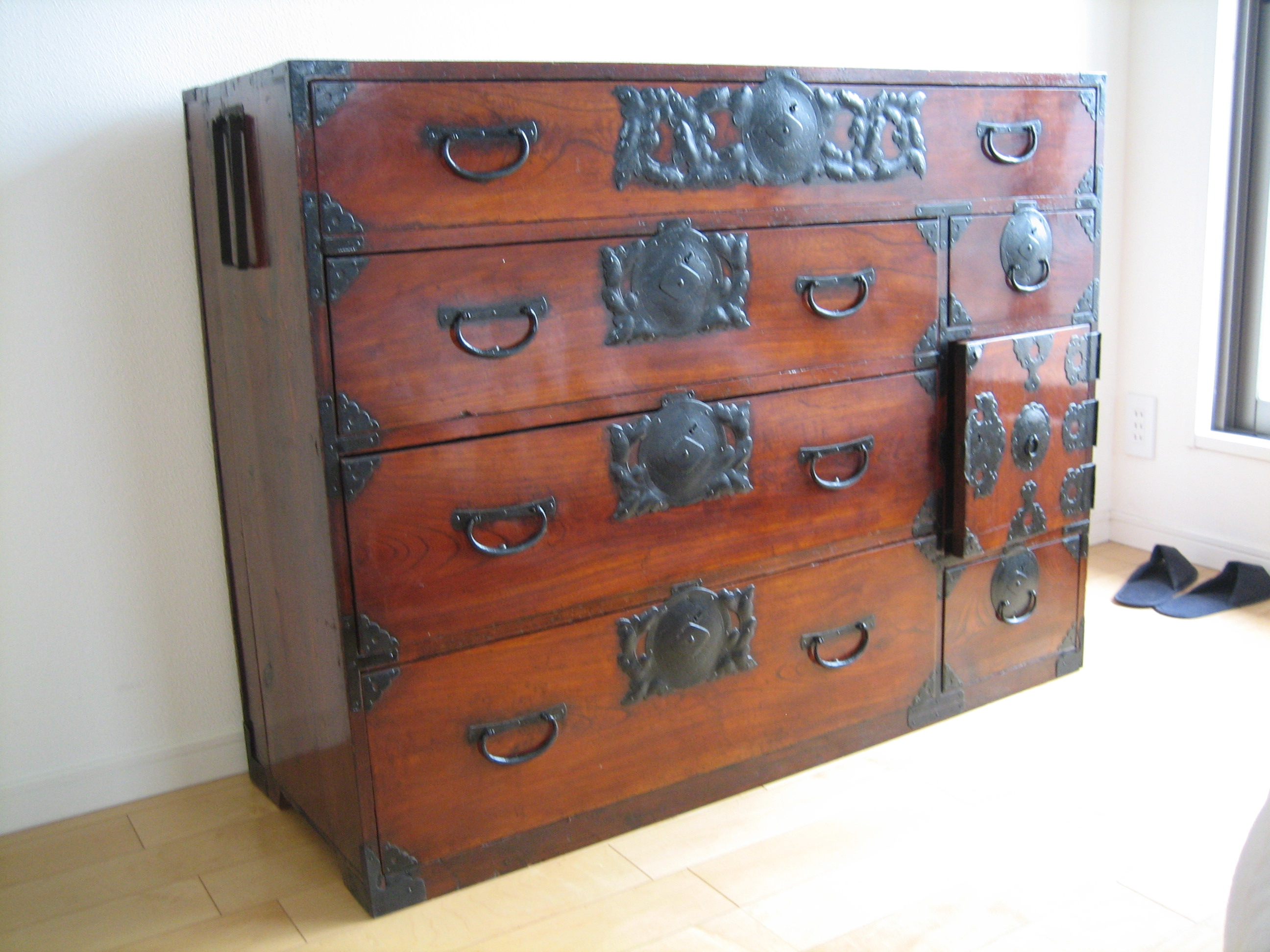
仙台箪笥

### 仙台箪笥
仙台箪笥（せんだいだんす）は、仙台で伝統的に作られてきた高級箪笥で、通称“野郎箪笥”などとも呼ばれた。

## 関連用品
- 油箪
- 桐